# Abraham Pais
Abraham Pais, född 19 maj 1918 i Amsterdam, Nederländerna, död 28 juli 2000 i Köpenhamn, Danmark, var en holländsk-amerikansk kärnfysiker och vetenskapshistoriker. 
Pais doktorerade i teoretisk fysik vid Utrechts universitet 9 juni 1941, endast fem dagar före det datum som den tyska ockupationsmakten bestämt att holländska judar skulle uteslutas från möjligheter till akademiska titlar. När tyskarna 1943 började tvångsförflytta judar till getton, började Pais ana oråd, och ordnade ett gömställe för sig och sin fru i en lägenhet i Amsterdam. De förråddes i mars 1945 och togs till fånga av Gestapo, men klarade sig från att bli skickade till koncentrationslägren eftersom amerikanerna hade förstört järnvägsrälsen vid Rhen.
Under kriget hade Pais blivit erbjuden en plats som assistent till Niels Bohr i Danmark, men först 1946 kunde Pais tacka ja till denna inbjudan. 1947 flyttade Pais till USA för en forskningstjänst vid Institute for Advanced Study i Princeton, där han blev kollega med Albert Einstein. Pais skulle senare författa biografiska verk om både Bohr och Einstein.
Pais blev 1956 amerikansk medborgare och utnämndes 1963 till professor i fysik vid Rockefeller University i New York. Han blev 1997 utländsk ledamot av svenska Vetenskapsakademien.